# Хорватія на зимових Олімпійських іграх 2022
Хорватія взяла участь у зимових Олімпійських іграх 2022, що тривали з 4 до 20 лютого в Пекіні (Китай).
Збірна Хорватії складалася з одинадцяти спортсменів (чотирьох чоловіків і семи жінок).
Зринка Лютич і Марко Скендер несли прапор своєї країни на церемонії відкриття. А нести прапор на церемонії закриття доручили лижниці Тені Гаджич.

## Спортсмени
Кількість спортсменів, що взяли участь в Іграх, за видами спорту.
| Вид спорту          | Чоловіки | Жінки | Загалом |
| ------------------- | -------- | ----- | ------- |
| Гірськолижний спорт | 3        | 3     | 6       |
| Лижні перегони      | 1        | 2     | 3       |
| Шорт-трек           | 0        | 1     | 1       |
| Сноубординг         | 0        | 1     | 1       |
| Загалом             | 4        | 7     | 11      |

## Гірськолижний спорт
Від Хорватії на Ігри кваліфікувалися три гірськолижники і дві гірськолижниці. А ще збірна одержала одне квотне місце через перерозподіл квот. Квотне місце на командні змагання вирішено було не використовувати.
| Спортсмен      | Дисципліна                    | 1-й спуск | 1-й спуск | 2-й спуск    | 2-й спуск    | Сума         | Сума         |
| Спортсмен      | Дисципліна                    | Час       | Місце     | Час          | Місце        | Час          | Місце        |
| -------------- | ----------------------------- | --------- | --------- | ------------ | ------------ | ------------ | ------------ |
| Самуель Колега | Гігантський слалом (чоловіки) | 1:06.53   | 24        | 1:10.75      | 23           | 2:17.28      | 21           |
| Філіп Зубчич   | Гігантський слалом (чоловіки) | 1:04.69   | 15        | 1:07.40      | 9            | 2:12.09      | 10           |
| Самуель Колега | Слалом (чоловіки)             | 55.54     | 18        | 50.42        | 6            | 1:45.96      | 15           |
| Матей Видович  | Слалом (чоловіки)             | 56.57     | 26        | 50.79        | 14           | 1:47.36      | 20           |
| Філіп Зубчич   | Слалом (чоловіки)             | 55.79     | 21        | 50.89        | 17           | 1:46.68      | 18           |
| Андреа Комшич  | Гігантський слалом (жінки)    | НС        | НС        | Не потрапила | Не потрапила | Не потрапила | Не потрапила |
| Зринка Лютич   | Гігантський слалом (жінки)    | 1:02.50   | 35        | 1:01.27      | 27           | 2:03.77      | 28           |
| Андреа Комшич  | Слалом (жінки)                | НФ        | НФ        | Не потрапила | Не потрапила | Не потрапила | Не потрапила |
| Зринка Лютич   | Слалом (жінки)                | 55.03     | 26        | 53.88        | 23           | 1:48.91      | 25           |
| Леона Попович  | Слалом (жінки)                | 55.31     | 30        | 53.11        | 12           | 1:48.42      | 23           |

## Лижні перегони
Від Хорватії на Ігри кваліфікувалися один лижник і одна лижниця, що відповідали базовому кваліфікаційному критерію. Додаткове квотне місце одержано завдяки потраплянню Хорватії до перших 33-х у рейтингу країн станом на 11 грудня 2021 року.
Дистанційні перегони
| Спортсмен      | Дисципліна                        | Фінал     | Фінал       | Фінал |
| Спортсмен      | Дисципліна                        | Час       | Відставання | Місце |
| -------------- | --------------------------------- | --------- | ----------- | ----- |
| Марко Скендер  | 15 км класичним стилем (чоловіки) | 48:30.8   | +10:36.0    | 85    |
| Марко Скендер  | 50 км вільним стилем (чоловіки)   | 1:30:34.5 | +19:01.8    | 57    |
| Тена Гаджич    | 10 км класичним стилем (жінки)    | 36:27.5   | +8:21.2     | 83    |
| Ведрана Малець | 10 км класичним стилем (жінки)    | 34:31.6   | +6:25.3     | 73    |
| Ведрана Малець | 30 км вільним стилем (жінки)      | 1:41:18.6 | +16:24.6    | 52    |

Спринт
| Спортсмен                  | Дисципліна               | Кваліфікація | Кваліфікація | Чвертьфінал  | Чвертьфінал  | Півфінал     | Півфінал     | Фінал        | Фінал        |
| Спортсмен                  | Дисципліна               | Час          | Місце        | Час          | Місце        | Час          | Місце        | Час          | Місце        |
| -------------------------- | ------------------------ | ------------ | ------------ | ------------ | ------------ | ------------ | ------------ | ------------ | ------------ |
| Марко Скендер              | Спринт (чоловіки)        | 3:06.86      | 69           | Не потрапив  | Не потрапив  | Не потрапив  | Не потрапив  | Не потрапив  | Не потрапив  |
| Тена Гаджич                | Спринт (жінки)           | 3:45.60      | 71           | Не потрапила | Не потрапила | Не потрапила | Не потрапила | Не потрапила | Не потрапила |
| Ведрана Малець             | Спринт (жінки)           | 3:33.12      | 53           | Не потрапила | Не потрапила | Не потрапила | Не потрапила | Не потрапила | Не потрапила |
| Тена Гаджич Ведрана Малець | Командний спринт (жінки) | Н/Д          | Н/Д          | Н/Д          | Н/Д          | 26:29.23     | 10           | Не потрапили | 20           |

## Шорт-трек
Від Хорватії на Ігри кваліфікувалася одна шорт-трекістка. Це був дебют країни в цьому виді спорту на зимових Олімпійських іграх.
| Спортсменка     | Дисципліна          | Попередній заїзд | Попередній заїзд | Чвертьфінал  | Чвертьфінал  | Півфінал     | Півфінал     | Фінал        | Фінал |
| Спортсменка     | Дисципліна          | Час              | Місце            | Час          | Місце        | Час          | Місце        | Час          | Місце |
| --------------- | ------------------- | ---------------- | ---------------- | ------------ | ------------ | ------------ | ------------ | ------------ | ----- |
| Валентина Ашчич | 500 метрів (жінки)  | 44.681           | 3                | Не потрапила | Не потрапила | Не потрапила | Не потрапила | Не потрапила | 23    |
| Валентина Ашчич | 1500 метрів (жінки) | Н/Д              | Н/Д              | 2:21.456     | 5            | Не потрапила | Не потрапила | Не потрапила | 26    |

## Сноубординг
Від Хорватії на Ігри кваліфікувалася одна спортсменка в біг-ейрі та слоупстайлі. Це було повернення країни в цьому виді спорту після Сочі-2014.
Фристайл
| Спортсмен  | Дисципліна         | Кваліфікація | Кваліфікація | Кваліфікація | Кваліфікація | Кваліфікація | Фінал        | Фінал        | Фінал        | Фінал        | Фінал        |
| Спортсмен  | Дисципліна         | 1-ша спроба  | 2-га спроба  | 3-тя спроба  | Найкраща     | Місце        | 1-ша спроба  | 2-га спроба  | 3-тя спроба  | Найкраща     | Місце        |
| ---------- | ------------------ | ------------ | ------------ | ------------ | ------------ | ------------ | ------------ | ------------ | ------------ | ------------ | ------------ |
| Лея Юговац | Біг-ейр (жінки)    | 9.25         | 15.00        | 10.00        | 24.25        | 28           | Не потрапила | Не потрапила | Не потрапила | Не потрапила | Не потрапила |
| Лея Юговац | Слоупстайл (жінки) | НС           | НС           | НС           | НС           | НС           | Не потрапила | Не потрапила | Не потрапила | Не потрапила | Не потрапила |